# Vida Guerra
Vida Guerra (Havana, Cuba, 19 de março de 1974), é uma modelo e atriz cubana, radicada nos Estados Unidos.

## Carreira
Tendo se mudado para os Estados Unidos com a família, ainda pequena, radicaram-se em Perth Amboy (Nova Jersey). Mais tarde participou de vários concursos sensuais de praia. Seu primeiro trabalho notável deu-se na revista FHM, em dezembro de 2002,[carece de fontes?] tendo desde então figurado nas páginas de diversas revistas masculinas e video-clips.
Em 2004, Guerra foi escolhida pela FHM como a modelo do ano.

## Filmografia
- Writer's Block, 2003, como Muse
- Chappelle's Show, (dois episódios, 2003 e 2004), dançarina e stripper, respectivamente.
- Fake Preacher, 2005.
- Dorm Daze 2, 2006, como Violet
- Scarface: The World Is Yours, 2006, dublagem
- Tamales and Gumbo, 2008, como Gloria.
- Byte Me: 20 Hottest Women of the Web, 2008 (TV)
- Strawberries for the Homeless, 2008, como Tracy